# 聖禮
聖事（天主教會汉译）或聖禮（新教汉译）是基督教傳達神聖恩典的儀式。東正教會與之對應的名稱是奧蹟（Holy Mysteries）。
天主教會、東正教會、東方正統教會、東方亞述教會、信義宗、聖公宗及循道宗成員認為聖事不僅是象徵記號，而是天主使用這些被正確執行的聖事，作為對忠實信徒傳播恩典的工具。西方基督教傳統定義聖事為傳遞內在精神恩典的外在標記。
在天主教會、東正教會、東方正統教會，聖禮一共為三種，總共七件聖事，分別是啟蒙聖禮（聖洗、堅振和聖體聖事）、治癒聖禮（和好聖事和病人傅油聖事）以及承諾聖禮（婚配聖事和聖秩聖事）。
馬丁·路德（1517年）的選擇的影響到現今仍在，他以此去反對傳統又缺乏《聖經》根據的禮儀是絕對合理的，詳見馬丁路德聖禮觀。到現在為此，新教仍然是只有2種聖禮：洗禮與聖餐。而所持的理據與路德的相同，也是出於兩種原則：
（1）是由耶穌基督親自設立的。
（2）是讓信徒藉著這看得見的禮儀去明白、了解上帝那看不見的恩典。

## 传统定义的聖事
傳統定義的聖事共有7件，包括：
- 聖洗聖事（又稱洗礼、浸禮，Baptism），目的是为了洗去原罪。
- 聖體聖事（又稱聖餐禮，Eucharist），天主教會認为信徒领受圣餐时是直接领受耶稣的身体及血；信义宗外的新教只当是紀念，不相信餅酒於祝聖後即成耶穌的體血，所以只舉行耶穌在晚餐廳成聖體聖血時所舉行之禮儀[1]；信义宗認为圣餐是耶穌基督的身體与血的临在，但反对天主教會的變質說，主張餅与酒的物理性質并不因圣礼而改变，卻已然是基督的體与血。
- 堅振聖事（又稱坚信礼、圣膏，Chrismation/ Confirmation），将圣神完全赐予受礼者，信義宗仍有此礼。
- 聖秩聖事（新教又稱神職授任禮、按立，Ordination），能消除许多罪过，使人执行圣職，仍然能够将天父赐予的恩宠普及其他信徒。
- 和好聖事（即懺悔禮，Confession/Penance），指向神父表白、实行身负要受礼者所做的善公或者祈祷。新教沒有。
- 病人傅油聖事（又稱病者塗油、膏油禮，Anointing of the Sick）可以消除各种可以宽恕的和致命的罪过。新教通常沒有。
- 婚配聖事（Matrimony/sacramental marriage）指男女双方结合所行之礼，神父亦为见证。

这些聖事多数从使徒时期就被使用，但婚姻圣礼直到中世纪才被承认。
圣礼通常由神职人员对接收者执行。执行程序通常有有形的和无形的两部分组成。无形的部分由圣灵送达，有形的部分包括按手禮和使用被神圣化的水、油、麵包和酒，或公众仪式（譬如婚礼和忏悔）。
基督教会和派别就聖事的个数以及运行方式产生分歧，但一般都同意聖事是由耶稣设立。

## 不同教派對聖事的定義和執行
以下是一張歸納基督教主要派別對聖事態度的表格。
| 教派                 | 洗禮            | 堅振（堅信） | 聖體（聖餐） | 告解 | 婚配 | 聖秩 | 病人傅油 |
| -------------------- | --------------- | ------------ | ------------ | ---- | ---- | ---- | -------- |
| 天主教會             | 是              | 是           | 是           | 是   | 是   | 是   | 是       |
| 東正教會             | 是              | 是           | 是           | 是   | 是   | 是   | 是       |
| 東方正統教會         | 是              | 是           | 是           | 是   | 是   | 是   | 是       |
| 信義宗               | 是              | 否           | 是           | 否   | 否   | 否   | 否       |
| 盎格魯大公主義       | 是              | 是           | 是           | 是   | 是   | 是   | 是       |
| 廣派聖公宗           | 是              | 可能         | 是           | 可能 | 可能 | 可能 | 可能     |
| 福音派聖公宗         | 是              | 否           | 是           | 否   | 否   | 否   | 否       |
| 改革宗 長老宗 循道宗 | 是              | 否           | 是           | 否   | 否   | 否   | 否       |
| 浸信會               | 是 （成人洗禮） | 否           | 是           | 否   | 否   | 否   | 否       |
| 胡斯派               | 是              | 是           | 是           | 是   | 是   | 是   | 是       |
| 摩拉維亞弟兄會       | 是              | 是           | 是           | 否   | 是   | 是   | 否       |

1. ↑  少部分高派信義宗會實行堅振、告解、婚配、聖秩、病人傅油，但並不承認其聖事地位
2. ↑  大部分廣派聖公宗、少部分高派聖公宗實行堅振、告解、婚配、聖秩、病人傅油，但認為其地位低於洗禮和聖餐式

### 天主教會的聖事與禮儀
天主教會觀點：「有形的標記賦予無形的恩寵，七件聖事皆由基督親自建立」。按拉丁禮天主教會的習慣，會給嬰兒及幼童施行洗禮，待日後兒童達到理智年齡，方會領受聖體及堅振聖事。至於次序方面：
| - 模式一 1. 聖洗聖事 2. 長時期的教理講授 3. 和好聖事 4. 堅振聖事 5. 聖體聖事 | - 模式二 1. 聖洗聖事 2. 長時期的教理講授 3. 和好聖事 4. 聖體聖事 5. 堅振聖事 |

初期教會要求來自外教的皈依者至少三年慕道期，而且三年慕道期並非代表必能入教，個別人士需更長的慕道期；而現行的成年望教者，則須經過為期約一年至年半慕道期的皈依過程。在慕道初期，望教者需參加公開禮儀「收錄禮」，向信友和教會表達願意學習基督信仰，並由神父或執事在其額上劃上十字聖號，並向他們各人頒授新舊約聖經或福音或十字架，皈依者的身份由「望教者」正式被收錄為「慕道者」。在慕道的後期，慕道者一方可以申請入教，若獲堂區主任司鐸（本堂神父）批准，按現行普遍做法是：慕道者會在入教前接受一次甄選禮（將「慕道者」的身份轉為「候洗者」）、三次考核禮（其中一次為主教主持），最後候洗者會在聖週六：復活慶典夜間禮儀（又稱：復活守夜禮儀）依次序領受三件入門聖事（聖洗、堅振、聖體），加入教會，成為新教友。入教後，他們仍要經過釋奧期，由慕道班導師帶領新教友適應入教後的信仰生活；
過往，成年慕道者完成慕道班後，會在本堂神父安排的任何日子（不一定是復活節前夕）領洗兼初領聖體，然後再上堅振班，最後再由主教或主教授權之司鐸為其施放堅振。此外在聖事之外，天主教會亦有設立聖儀作為日常給予祝福用。

#### 入門聖事
- 聖洗聖事：透過聖洗，領聖事者獲罪過的赦免、加入教會。形式方面，有灑水、也有全浸。經文方面，（相對於東方禮而言）使用第一人稱的「授受式」經文。

- 堅振聖事：透過堅振，領聖事者領受聖神的恩惠，信仰獲得深化，並獲得力量為基督作見證。按天主教會拉丁禮的傳統，一般而言，已領洗而達理智年齡的教友均可領受堅振聖事。主教是堅振聖事的通常施行者，但在教區主教特別准許的情況下，個別司鐸亦可有效地施行堅振。

- 聖體聖事（亦稱共融聖事）：在彌撒舉行中，麵餅和葡萄酒被轉變成耶穌基督聖體的血。信徒藉著領受聖體聖血，與主基督合成一體，並體現在祂教會內的親密共融。

#### 治療的聖事
- 和好聖事（亦稱告解聖事、修和聖事、懺悔聖事）：修好人與天主及教會的關係。
- 病人傅油聖事（亦稱終傅聖事）：給予病人屬靈的幫助和安慰，並完好的屬靈健康。

#### 服務的聖事
- 聖秩聖事（亦稱神品聖事）：首先，天主教會的聖職人員分為主教、神父（司祭∕司鐸）和執事。只有已領洗的男教友才有機會領受聖秩聖事。禮儀是由主禮的主教（偕同襄禮的主教）以祈禱和覆手禮,呼求聖神祝聖（按立）領聖秩者為聖職人員（包括:主教、神父和執事）。之後,主禮的主教會為新的聖職者傅上聖油。值得一提的是,祝聖主教或司鐸禮儀是為領聖秩者授予公務司祭職;而祝聖執事禮儀則為沒有為領聖秩者授予公務司祭職,而是繼續保留因聖洗授予的普通司祭職,他們是特別被揀選去服務及履行愛德工作。

而執事分為兩種，一種是終身執事，即一般他們永為執事，不會升神父；另一種是「過渡性質」的執事，他們通常在約一年後晉鐸，執事職務是準備一個人成為神父，作為晉鐸前的最後培育。
- 婚配聖事（亦稱婚姻聖事）：天主教會將婚姻定為聖事之一，至於是能否解除是教會視乎不同的情況，而教会主教、司祭（司鐸／神父）及執事是这对新人立约的见证人。換句話說，新人（新郎與新娘）才是施行婚配聖事者。

### 東正教會的奧蹟
東正教會觀點：「有形的標記賦予無形的恩寵，七件聖事皆由基督親自建立」。
- 聖洗：要求全身浸入三次，分別是奉聖父、聖子和聖神之名。和堅振一併進行，並由司祭施行，司祭會從主教接過聖油。堅振的含义是賜下聖靈。聖奧秘經文使用第三人稱方式，因為正教認為真正舉行聖事的是基督。基督為一切儀軌之主，神職人員只是踐基督之位，誦經行儀，以成就聖奧秘之外行，並非取基督而代之。故此正教不但不使用天主教所用的第一人稱的「授受式」經文，同時也認為以此種經文舉行聖事，按照正教的標準是不如法的。因為神職人員本身無權力施予奧秘。決不會使用EGO TE BAPTIZO的格式來舉行聖浸奧秘。倘有人如此舉行，也因為不如法如儀而不生效，因為其所行之禮與教會公禮不相應。

- 傅聖膏：東正教會不稱為堅振(Confirmation)，而是聖膏(Chrismation)，Chrism即指聖油。
- 事奉聖禮：即東正教聖餐禮，事奉聖禮喻為聖事中的聖事。
- 悔改禮，在東正教會看來是為離教者悔改歸回施行的。不過現在，在領聖餐之前，祭司或長老也會為犯大罪的人行告解禮。
- 聖秩
- 婚禮，東正教會不認為這僅僅是合約，而是一個男人和一個女人奧秘的合一，這合一倣傚基督與教會的合一。在場的不只主教或長老，整個神的子民透過他們而在場。
- 傅聖油

此外，還有其他祝福及祈禱禮儀：修士修女發願、祝福家園、殯葬禮儀。

### 新教的聖禮
新教普遍僅承認聖餐禮和聖洗禮，兩件聖禮都是由基督所建立的，其他禮儀則不是聖禮。聖禮看法則依各教派而有所不同。
但新教亦會有這些禮儀：
- 差遣禮[永久] / 按立禮：差派宣教士或按立牧師的典禮。
- 堅信禮：部份行嬰兒洗禮 （页面存档备份，存于）的宗派為此受洗的兒童長大後行的禮儀。
- 婚禮

#### 聖公會的聖事與聖禮
意義：「恩典、救贖行動、上帝的臨在、上帝在這聖事中與我們相遇或聯合」。
聖公會認為聖洗禮和聖餐禮(Eucharist)是兩項在福音中由基督親自建立的聖事。另一方面，亦按需要舉行堅振禮、修和禮、婚禮、傅油禮和聖職按立禮五件由教會建立的聖禮。

#### 信義宗教會的聖事與禮儀
僅承認聖餐禮和洗禮兩件聖禮，其认为這是基督所建立的，其他禮儀則不是聖禮。在聖禮時，上主是臨在的。
兩種原則：
（1）是由耶穌基督親自設立的。
（2）是讓信徒藉著這看得見的禮儀去明白、了解上帝那看不見的恩典。

#### 其餘的新教聖禮
僅承認聖餐禮和洗禮兩件聖禮由基督建立，其他禮儀則不是聖禮。聖禮只為象徵無形的恩典，無實效。